# Rafael Silva (judoka)
Rafael Carlos da Silva (Aquidauana, 11 maggio 1987) è un judoka brasiliano, vincitore di due  medaglie di bronzo nella categoria oltre i 100 kg alle Olimpiadi di Londra 2012 e di Rio de Janeiro 2016.

## Palmarès
- Giochi olimpici

Londra 2012: bronzo negli oltre 100 kg.
Rio de Janeiro 2016: bronzo negli oltre 100 kg.
Parigi 2024: bronzo nella gara a squadre.
- Mondiali

Rio de Janeiro 2013: argento nei +100 kg.
Čeljabinsk 2014: bronzo nei +100 kg.
Budapest 2017: argento nella gara a squadre e bronzo nei +100 kg.
Tokyo 2019: bronzo nella gara a squadre.
- Giochi panamericani

Guadalajara 2011: argento nei +100 kg.
- Campionati panamericani

Guadalajara 2011: argento nei +100 kg.
Montréal 2012: oro nei +100 kg.
San José 2013: oro nei +100 kg.
Guayaquil 2014: oro nei +100 kg.
Edmonton 2015: argento nei +100 kg.
L'Avana 2016: oro nei +100 kg.
Lima 2019: oro nei +100 kg.